# Wasim Sajjad
Wasim Sajjad (en ourdou : وسیم سجاد), né le 30 mars 1941 à Jalandhar, est un homme d'État pakistanais. Il est le président du Sénat avec la plus importante longévité, en poste durant onze ans, et deux fois président intérimaire du pays.
Juriste de formation, il devient sénateur en 1985 et occupera ses fonctions jusqu'en 1999. Élu quatre fois de suite président du Sénat, il a occupé ses fonctions du 24 décembre 1988 au 12 octobre 1999, et a été deux fois président par intérim. Il l'a été la première fois du 18 juillet au 14 novembre 1993, et la seconde fois du 2 décembre 1997 au 1er janvier 1998.

## Biographie

### Jeunesse et éducation
Wasim Sajjad est né le 30 mars 1941 à Jalandhar, alors situé en Inde britannique, et aujourd'hui dans l’État indien du Pendjab. Son père, Sajjad Ahmad Jan, a été juge. Il fait ensuite ses études à l'université du Pendjab et y obtient son premier diplôme en 1961, puis un master en science politique en 1964. Il a également reçu durant ses années d'études des récompenses sportives et pour ses performances d'orateur.
Sajjad part ensuite faire ses études au Royaume-Uni, et est diplômé de l'université d'Oxford en droit civil et droit administratif, puis suit une formation de barrister à l’Inner Temple. À Oxford, il participe puis préside des associations d'étudiants musulmans et pakistanais. 
De retour au Pakistan, il y poursuit sa carrière juridique en tant qu'avocat, plaidant notamment dans les Hautes Cours et à la Cour suprême. L'un de ses sujets favoris étant le droit constitutionnel, il s'implique dans des affaires liées à la constitutionnalité des lois martiales. 

### Carrière politique
Wasim Sajjad commence sa carrière politique en 1985 quand il devient sénateur, occupant en tant que juriste un siège réservé aux technocrates, élu sous l'étiquette de la Ligue musulmane du Pakistan pour un mandat de six ans. Durant le mandant du Premier ministre Muhammad Khan Junejo, il est ministre de la Justice de 1986 à 1988 ainsi que brièvement ministre de l'Intérieur en 1987. Il affirmera plus tard que le poste de président de la Cour suprême lui avait été proposé par le président Zia à cette époque, mais qu'il l'a refusé.
Wasim Sajjad est élu président du Sénat le 24 décembre 1988, puis en 1991 il est réélu sénateur pour un mandant de trois ans. À ce titre, il assure l'intérim de la présidence après la démission de Ghulam Ishaq Khan durant près de quatre mois en 1993, et il se présente à l'élection présidentielle. Se hissant jusqu'au second tour, il perd face à Farooq Leghari du Parti du peuple pakistanais par 168 voix du collège électoral contre 274.
En mars 1994, Wasim Sajjad est réélu sénateur puis président du Sénat à nouveau, ainsi qu'en mars 1997. En décembre 1997, il devient encore président de la République par intérim à la suite de la démission de Farooq Leghari. Sajjad quitte ensuite ses fonctions en 1999 du fait du coup d'État, et aura été le président du Sénat avec la plus grande longévité, soit presque onze ans.
En 2002, il rejoint la Ligue musulmane du Pakistan (Q) soutenant le président Pervez Musharraf et est de nouveau élu sénateur en 2003 sous cette nouvelle étiquette, puis dirige le groupe de son parti dans la chambre haute. Il est de nouveau élu en 2006 pour un mandat de six ans. En 2012, à l'âge de 71 ans, il ne se représente pas.
Wasim Sajjad est réputé pour sa modération ainsi que sa capacité de conciliateur entre les différents partis politiques.